# Лаз Азіз Ахмед-паша
Лаз Азіз Ахмет-паша (тур. Laz Aziz Ahmet Paşa; † Березень 1819, Ерзурум, Османська імперія) — Великий візир Османської держави.

## Життєпис
Починав службу у лавах яничарів, дослужившись до звання — Капиджибаші (Kapıcıbaşı). Пізніше став главою Браїла.
З початком російсько-турецької війни вирушає до Едірне для координації військ. Після перших перемог війська Хаджі Мустафи-агі, Ахмед-паша стає великим візиром.
З поразкою та підписанням Бухарестського мирного договору 28 травня 1812 звинувачений турецьким воєначальником Хуршидом Ахмедом-пашею в некомпетентності і знятий з посади.
У 1814 став губернатором Бурси, потім Алеппо та Ерзурума.
Помер у березні 1819 в Ерзурумі.